# Liste der Naturdenkmale in Zierenberg
Die Liste der Naturdenkmale in Zierenberg nennt die auf dem Gebiet der Stadt Zierenberg im Landkreis Kassel in Hessen gelegenen Naturdenkmale. Dies sind gegenwärtig Bäume an 8 Standorten sowie 9 Flächenhafte Naturdenkmale. Damit besitzt Zierenberg die größte Anzahl Flächenhafter Naturdenkmalen im Landkreis Kassel. Das bekannteste darunter dürfte der „Helfenstein“ am Hohen Dörnberg sein.

## Bäume
| Bild                          | Bezeichnung             | Ortsteil, Lage                                       | Beschreibung | Art                                                | Nr.      |
| ----------------------------- | ----------------------- | ---------------------------------------------------- | --- | -------------------------------------------------- | -------- |
| mehr Fotos \| Fotos hochladen | 1 Linde                 | Oberelsungen, Zur Trift 51° 22′ 43″ N, 9° 14′ 1,6″ O | Winterlinde am nördlichen Ortsrand von Oberelsungen. Der Baum steht auf einer Grünfläche „Im Warbegrund“, an der Straße „Zur Trift“. Stammumfang: 4,35 m Höhe: 15 m Pflanzjahr: ca. 1855 OSM-Link zur Kartendarstellung: Winterlinde in Oberelsungen | Tilia cordata                                      | 6.33.902 |
| mehr Fotos \| Fotos hochladen | 2 Linden                | Oelshausen 51° 18′ 56,2″ N, 9° 15′ 30,5″ O           | Winterlinden am nordwestlichen Ortsrand von Oelshausen. Die beiden Bäume flankieren den Haupteingang des Friedhofes. Der nördliche Baum: Stammumfang: 3,60 m (2005: 3,40 m) Höhe: 20 m Pflanzjahr: ca. 1925 OSM-Link zur Kartendarstellung: nördliche Winterlinde in Oelshausen Der südliche Baum: Stammumfang: 2,70 m (2005: 2,40 m) Höhe: 17 m Pflanzjahr: ca. 1925 OSM-Link zur Kartendarstellung: südliche Winterlinde in Oelshausen | Tilia cordata                                      | 6.33.906 |
| mehr Fotos \| Fotos hochladen | 1 Linde                 | Zierenberg 51° 22′ 18,7″ N, 9° 19′ 27,5″ O           | Sommerlinde ca. 2 km nordöstlich der Stadtmitte von Zierenberg. Der Baum steht am Eisenbahntunnel der Bahnstrecke Kassel – Wolfhagen. Direkt an der Linde vorbei führt der Wanderweg Habichtswaldsteig. Stammumfang: 4,30 m Höhe: 27 m Pflanzjahr: ca. 1855 OSM-Link zur Kartendarstellung: Sommerlinde am Bahntunnel | Tilia platyphyllos                                 | 6.33.908 |
| mehr Fotos \| Fotos hochladen | 1 Pyramideneiche        | Zierenberg 51° 22′ 6,6″ N, 9° 18′ 3,7″ O             | Pyramideneiche in der Stadtmitte von Zierenberg. Der Baum steht auf der Rasenfläche des Kirchhofes der Stadtkirche, unmittelbar neben dem Gebäude, nördlich des Chores. Stammumfang: 3,45 m (2005: 2,90 m) Höhe: 15 m Pflanzjahr: ca. 1915–1925 OSM-Link zur Kartendarstellung: Pyramideneiche an der Stadtkirche | Quercus robur 'Fastigiata'                         | 6.33.909 |
| mehr Fotos \| Fotos hochladen | 1 Linde                 | Zierenberg 51° 21′ 59,9″ N, 9° 17′ 57″ O             | Sommerlinde am südwestlichen Rand der Altstadt von Zierenberg. Der Baum steht am Rande des alten Friedhofes, direkt an der Oberelsunger Straße. Stammumfang: 4,40 m Höhe: 24 m Pflanzjahr: ca. 1805 OSM-Link zur Kartendarstellung: Sommerlinde am alten Friedhof | Tilia platyphyllos                                 | 6.33.911 |
| mehr Fotos \| Fotos hochladen | 1 Linde                 | Zierenberg 51° 22′ 3,3″ N, 9° 17′ 0″ O               | Winterlinde ca. 500 m westlich der Stadtgrenze von Zierenberg. Der Standort des Baumes liegt neben einem asphaltierten Wirtschaftsweg zwischen der Oberelsunger Straße und der A 44. Die Autobahn liegt nur ca. 200 m entfernt, ihre Geräuschkulisse dominiert die Landschaft. Stammumfang: 2,90 m Höhe: 18 m Pflanzjahr: ca. 1915 OSM-Link zur Kartendarstellung: Winterlinde an der Autobahn | Tilia cordata                                      | 6.33.915 |
| mehr Fotos \| Fotos hochladen | Baumgruppe „Freistuhl“  | Zierenberg 51° 23′ 30,4″ N, 9° 18′ 40″ O             | Stieleiche mit umgebenden Baumkreis ca. 3 km nördlich der Stadtmitte von Zierenberg. Der Standort liegt abgelegen im Wald, etwa 250 m nordöstlich der Burgruine Schartenberg. Das Naturdenkmal besteht aus einer zentralen Eiche, die von einem Baumkreis aus 4 weiteren Eichen, 6 Rotbuchen und 1 Hainbuche umgeben ist. Zwei der Rotbuchen bestehen allerdings nur noch aus dem abgestorbenen Stamm (sog. stehendes Totholz). Der Wanderweg Fulda-Diemel-Weg führt auf einem Forstweg westlich um das Naturdenkmal herum, um die Baumgruppe zu erreichen ist ein kleiner Abzweig notwendig. Stammumfänge: bis 3,35 m Höhe: bis 18 m Pflanzjahr: ca. 1805 OSM-Link zur Kartendarstellung: zentrale Eiche im Baumkreis „Freistuhl“ | Quercus robur + Fagus sylvatica + Carpinus betulus | 6.33.919 |
| mehr Fotos \| Fotos hochladen | 1 Eiche „Rohrbacheiche“ | Zierenberg 51° 20′ 57,8″ N, 9° 17′ 29,8″ O           | Stieleiche auf einer Grünfläche zwischen Äckern, etwa 1 km südlich der Zierenberger Stadtgrenze. Der Baum steht neben einem Wirtschaftsweg, ca. 750 m östlich der A 44. Im März 2007 wurde die „Rohrbacheiche“ neu als Naturdenkmal aufgenommen, um den Verlust einer Blutbuche in Oberweser auszugleichen. Stammumfang: 4,60 m Höhe: 22 m Pflanzjahr: ca. 1855 OSM-Link zur Kartendarstellung: „Rohrbacheiche“ südlich von Zierenberg | Quercus robur                                      | 6.33.921 |

## Flächenhafte Naturdenkmale
| Bild           | Bezeichnung           | Ortsteil, Lage                               | Beschreibung | Nr.      |
| -------------- | --------------------- | -------------------------------------------- | --- | -------- |
| weitere Bilder | Heiliger Hain         | Burghasungen 51° 19′ 1,8″ N, 9° 17′ 8,6″ O   | Basalt-Felsen mit Buchenbestand ca. 1 km südöstlich von Burghasungen. Das Naturdenkmal besteht aus einzelnen, klippenartigen, etwa 1–3 m hohen Basaltfelsen zwischen denen Buchen wachsen. Direkt unterhalb des mit den Basaltfelsen gekrönten Hanges, im Nordosten, verläuft die Autobahn 44 mit ihren Lärmemissionen. Fläche: ca. 0,62 ha OSM-Link zur Kartendarstellung: „Heiliger Hain“ bei Burghasungen | 6.33.901 |
| weitere Bilder | Rohrköppel            | Oberelsungen 51° 22′ 32,4″ N, 9° 15′ 26,7″ O | Teilweise bewaldete Kalkstein-Kuppe mit Magerrasen ca. 1 km östlich von Oberelsungen. Die Kuppe ist seit 1990 als Flächenhaftes Naturdenkmal ausgewiesen. Ab 1992 wurde durch den NABU-Oberelsungen auf den benachbarten Flächen eine Streuobstwiese und Hecken angelegt. Im Jahr 2009 erwarb der NABU das Naturdenkmal und entwickelt auf insgesamt 2,4 ha ein Schutzgebiet. Fläche: ca. 0,6 ha OSM-Link zur Kartendarstellung: „Rohrköppel“ bei Oberelsungen | 6.33.904 |
| weitere Bilder | Flachsröste           | Oberelsungen 51° 22′ 38,4″ N, 9° 12′ 51,5″ O | Feuchtbrache mit Tümpeln ca. 1 km westlich von Oberelsungen. Das Naturdenkmal liegt inmitten ausgeräumter Agrarflächen. Die Tümpel im Westen wurden in den 1970er-Jahren künstlich angelegt und sind von Röhrichtgürteln umgeben. Die Fläche wird vom NABU-Oberelsungen betreut. Die Flurbezeichnung „Flachsröste“ deutet auf einen alten Standort zur Flachsfaser-Verarbeitung hin, vgl. „Flachsrotte“. Fläche: ca. 1,0 ha OSM-Link zur Kartendarstellung: „Flachsröste“ bei Oberelsungen | 6.33.905 |
| weitere Bilder | Chattensteine         | Zierenberg 51° 21′ 33,3″ N, 9° 17′ 4,3″ O    | Basalt-Kuppe mit Eichen und Hainbuchenbestand am südwestlichen Ortsrand von Zierenberg. Das Naturdenkmal liegt neben der Autobahn 44 und ihrer Geräuschkulisse. Von der Westseite des Hügels aus führt ein Pfad auf den Gipfel, dort tritt der Basalt an die Oberfläche. Der Namensbestandteil Chatten (auch Katten geschrieben) nimmt Bezug auf einen germanischen Volksstamm, zu dessen Siedlungsgebiet auch das heutige Zierenberg gehörte. In Zierenberg existiert, unweit des Naturdenkmals, auch der Straßenname Zum Kattenstein. Fläche: ca. 0,64 ha OSM-Link zur Kartendarstellung: „Chattensteine“ bei Zierenberg | 6.33.910 |
| weitere Bilder | Die Blauen Steine     | Zierenberg 51° 22′ 34,7″ N, 9° 18′ 26″ O     | Großflächiges Basalt-Schuttfeld nördlich von Zierenberg. Die Fläche liegt am steilen Südwesthang des Großen Schreckenberges. Das Geröllfeld ist weitgehend vegetationsfrei, nur vereinzelt mit Linden bestanden. Durch das Gelände führt in einigen Spitzkehren der Wanderweg Habichtswaldsteig. Fläche: ca. 2,0 ha OSM-Link zur Kartendarstellung: „Die Blauen Steine“ bei Zierenberg | 6.33.912 |
| weitere Bilder | Basaltkuppe Die Warte | Zierenberg 51° 22′ 37,7″ N, 9° 17′ 19,4″ O   | Basalt-Kuppe mit Trockenrasen, Halbtrockenrasen und Gehölzen etwa 1 km nordwestlich von Zierenberg. Im Nordwesten der Kuppe liegt ein von Gehölzen eingewachsenen, aufgelassener Basaltsteinbruch. Zum höchsten Punkt führt ein Pfad. Dort steht die Zierenberger Warte, ein runder, steinerner Wartturm aus dem Mittelalter, von dem das Gelände seinen Namen erhalten hat. Fläche: ca. 3,0 ha OSM-Link zur Kartendarstellung: „Basaltkuppe Die Warte“ bei Zierenberg | 6.33.916 |
| weitere Bilder | Hundsberg             | Oelshausen 51° 18′ 30″ N, 9° 16′ 58,6″ O     | Basalt-Felsen mit Basaltblockhalden östlich von Oelshausen. Der Gipfel liegt in einem Laubwald und ist nicht durch Wege erschlossen. Der Naturdenkmalstatus besteht seit 2005. Fläche: ca. 2,0 ha OSM-Link zur Kartendarstellung: „Hundsberg“ bei Oelshausen | 6.33.917 |
| weitere Bilder | Helfenstein           | Zierenberg 51° 21′ 43,4″ N, 9° 20′ 50,9″ O   | Markante Basalt-Felsen mit Basaltblockhalden am Hohen Dörnberg, ca. 3,0 km östlich von Zierenberg. Mehrere, unterschiedlich große, Felsen ragen aus einer waldlosen Kuppe, von der sich eine weite Fernsicht bietet. Über das offene Gelände führen Wanderwege, darunter der Habichtswaldsteig und der Kassel-Steig. Die Unterschutzstellung als Naturdenkmal erfolgte 2005. Fläche: ca. 4,5 ha OSM-Link zur Kartendarstellung: „Helfenstein“ am Dörnberg | 6.33.918 |
| weitere Bilder | Kasseler Meeressand   | Zierenberg 51° 21′ 59,7″ N, 9° 16′ 3,6″ O    | Abgeglittenes Teilstück des Kasseler Meeressandes im Wald, ca. 2 km westlich von Zierenberg. Es handelt sich um ein Geotop aus der Zeit des Oberoligozän, die auch Chattium genannt wird. Das Naturdenkmal besteht aus einem oberflächlich unspektakulären Hangstück entlang eines Forstweges. Der an der Hangkante freiliegende feinkörnige Quarzsand enthält Meeresfossilien, wie Muschelschalen. Vor Ort beschreibt eine Informationstafel die geologischen Hintergründe. Der Naturdenkmalstatus besteht seit 2005. Fläche: ca. 0,22 ha OSM-Link zur Kartendarstellung: „Kasseler Meeressand“ bei Zierenberg            | 6.33.920 |